# Золотий м'яч 2020

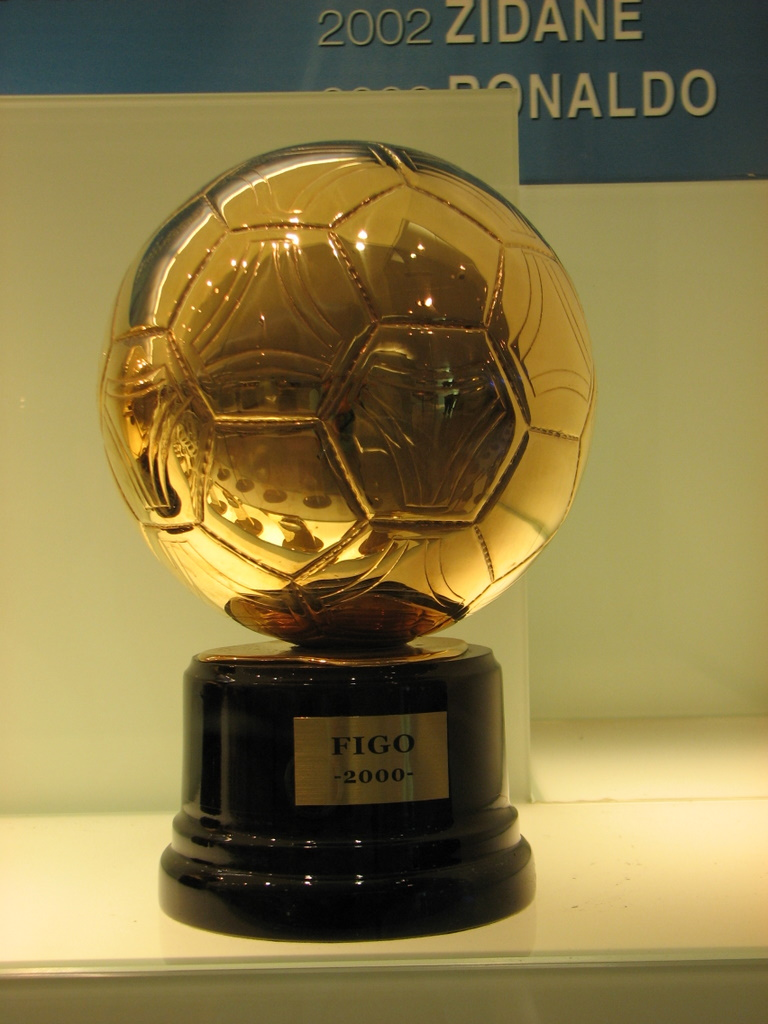

Золотий м'яч 2020 мав стати 65-ю щорічною церемонією вручення нагороди найкращому футболістові світу за опитуванням журналу «France Football». Нагороду не вручали через пандемію коронавірусу. Це був перший випадок з часу заснування «Золотого м'яча» (з 1956 року), коли приз не присуджували.

## Передісторія
Навесні 2020 року всі головні футбольні турніри призупинили чи достроково завершили через пандемію коронавірусу. Наприклад, Лігу чемпіонів призупинили на етапі 1/8 фіналу в березні, й відновили аж у серпні.

### Фаворити
Фаворитом опитування вважали польського нападника «Баварії» Роберта Левандовського. Разом з клубом Левандовський виграв чемпіонат Німеччини, Кубок Німеччини та Лігу чемпіонів 2019/20 і в усіх цих турнірах став найкращим бомбардиром. До того ж «Баварія» Левандовського принизливо розгромила «Барселону» Мессі з рахунком 8:2 у чвертьфіналі Ліги чемпіонів (через COVID-19 чвертьфінали складалися з одного матчу).
Серед інших претендентів на потрапляння в першу десятку «Золотого м'яча» фахівці називали Ліонеля Мессі («Барселона»), Кріштіану Роналду («Ювентус»), Неймара, Кіліана Мбаппе (обоє — «Парі Сен-Жермен»), Каріма Бензема, Серхіо Рамоса (обоє — «Реал Мадрид»), Кевіна Де Брейне, Рахіма Стерлінга (обоє — «Манчестер Сіті»), Мануеля Ноєра, Томаса Мюллера (обоє — «Баварія»), Ерлінга Голанна («Боруссія» Дортмунд), Садіо Мане, Мохаммеда Салаха, Вірджила ван Дейка (усі — «Ліверпуль») та Маркуса Рашфорда («Манчестер Юнайтед»).

## Рішення про невручення призу
20 липня 2020 року на сайті видання «Франс Футбол» з'явилося оголошення:
Рішення журналу назвали нечесним та несправедливим. Окремі фахівці навіть заявляли, що таким чином у Левандовського «вкрали нагороду».

## Післяісторія
Наприкінці 2020 року Левандовський був визнаний найкращим футболістом світу 2020 за версією ФІФА.
Наступного року поляк продовжував відзначатися високою результативністю. Левандовський здобув нагороду найкращого футболіста світу 2021 року за версією ФІФА, а також найкращого бомбардира 2021 року за версією «France Football». У голосуванні «Золотого м'яча-2021» він поступився Л. Мессі лише кількома відсотками голосів (56,9 % проти 60,1 %).
На церемонії «Золотий м'яч 2021» переможець — Ліонель Мессі — зазначив: «Я б хотів сказати Роберту, що це честь змагатися за нагороду з ним. Гадаю, ти заслуговуєш на свій „Золотий м'яч“. Усі згодні, що ти став переможцем торік. „Франс Футбол“ мав нагородити тебе. Ти заслуговуєш цього. Сподіваюся, „Франс Футбол“ зможе вручити тобі торішній трофей, щоб ти забрав його додому».
В інтерв'ю 2024 року Левандовський сказав: «2020 і 2021 — це найкращі роки в моїй кар'єрі. Друг недавно скинув мені статистику: у 85 матчах я забив 100 голів. Звичайно, колись я б охоче отримав „Золотий м'яч“. Не те, щоб я злився чи сумував, бо не маю цього трофею. Але відчуваю, що в один з тих років була моя черга отримати нагороду».
Спекуляції на тему незаслуженої відміни «Золотого м'яча-2020» та можливого вручення трофею постфактум тривали кілька років. Крапку поставив директор «Золотого м'яча» Ніколя Манісьє в травні 2024 року: «Ми не розглядаємо питання нагородження Роберта Левандовського „Золотим м'ячем“ за 2020 рік. Як інституція ми маємо власні правила, яких суворо дотримуємося».